# Contea di Kulin
La contea di Kulin è una delle 43 local government areas che si trovano nella regione di Wheatbelt, in Australia Occidentale. Si estende su di una superficie di circa 4.790 chilometri quadrati ed ha una popolazione di 920 abitanti.